# St-Nicolas (Maule)

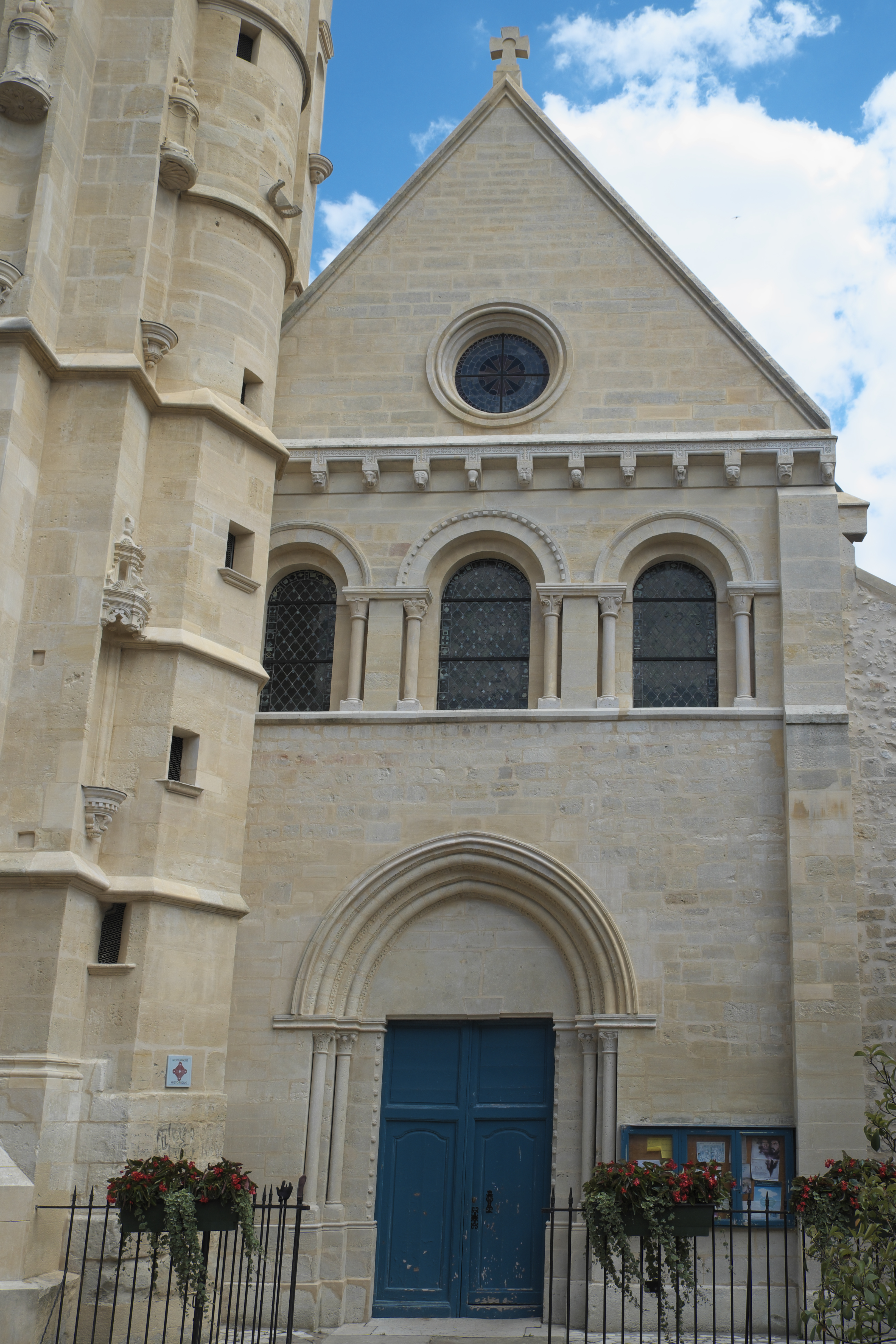
Pfarrkirche Saint-Nicolas

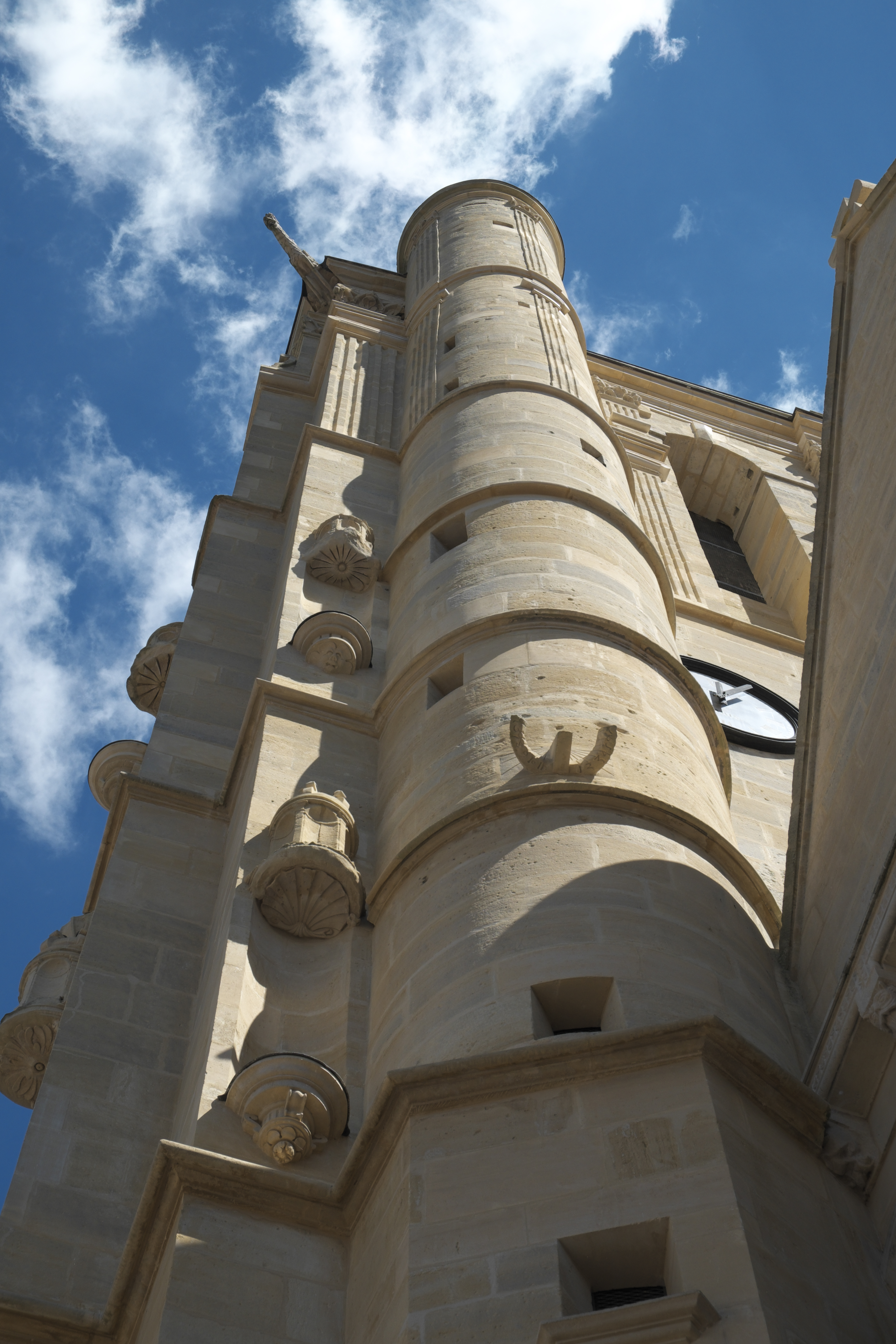
Glockenturm

Die katholische Pfarrkirche Saint-Nicolas in Maule, einer Gemeinde im Département Yvelines in der französischen Region Île-de-France, diente ursprünglich als Kirche eines im 11. Jahrhundert errichteten Priorats. Die Kirche, die dem heiligen Nikolaus von Myra geweiht ist, besitzt noch eine Krypta aus dem 11. Jahrhundert. Im Jahr 1883 wurde die Kirche als Monument historique in die Liste der Baudenkmäler in Frankreich aufgenommen.

## Architektur

### Außenbau
An der Nordseite der Westfassade erhebt sich der mächtige, 36 Meter hohe Glockenturm, der in der Mitte des 16. Jahrhunderts im Stil der Renaissance errichtet wurde. Er ist mit zahlreichen von Baldachinen bekrönten Figurennischen versehen, die Skulpturen sind allerdings nicht mehr erhalten. Das Glockengeschoss wird durch kannelierte Pilaster gegliedert und ist von großen rundbogigen Klangarkaden durchbrochen. An seiner Südseite ist ein halbrunder Treppenturm angebaut.
In den Giebel der Westfassade ist ein Okulus eingeschnitten, darunter öffnen sich drei von Säulen mit Kapitellen gerahmte Rundbogenfenster. Ein Diamantfries, der auf mit Köpfen und Figuren skulptierten Kragsteinen aufliegt, bildet den unteren Abschluss des Giebels. Das Westportal wird von leicht zugespitzten Archivolten und seitlich von schlanken, auf hohen Sockeln stehenden Säulen mit Knospen- und Blattkapitellen gerahmt. Das ebenfalls von Archivolten umgebene Nordportal besitzt figürliche Kapitelle mit Köpfen und Fratzen.

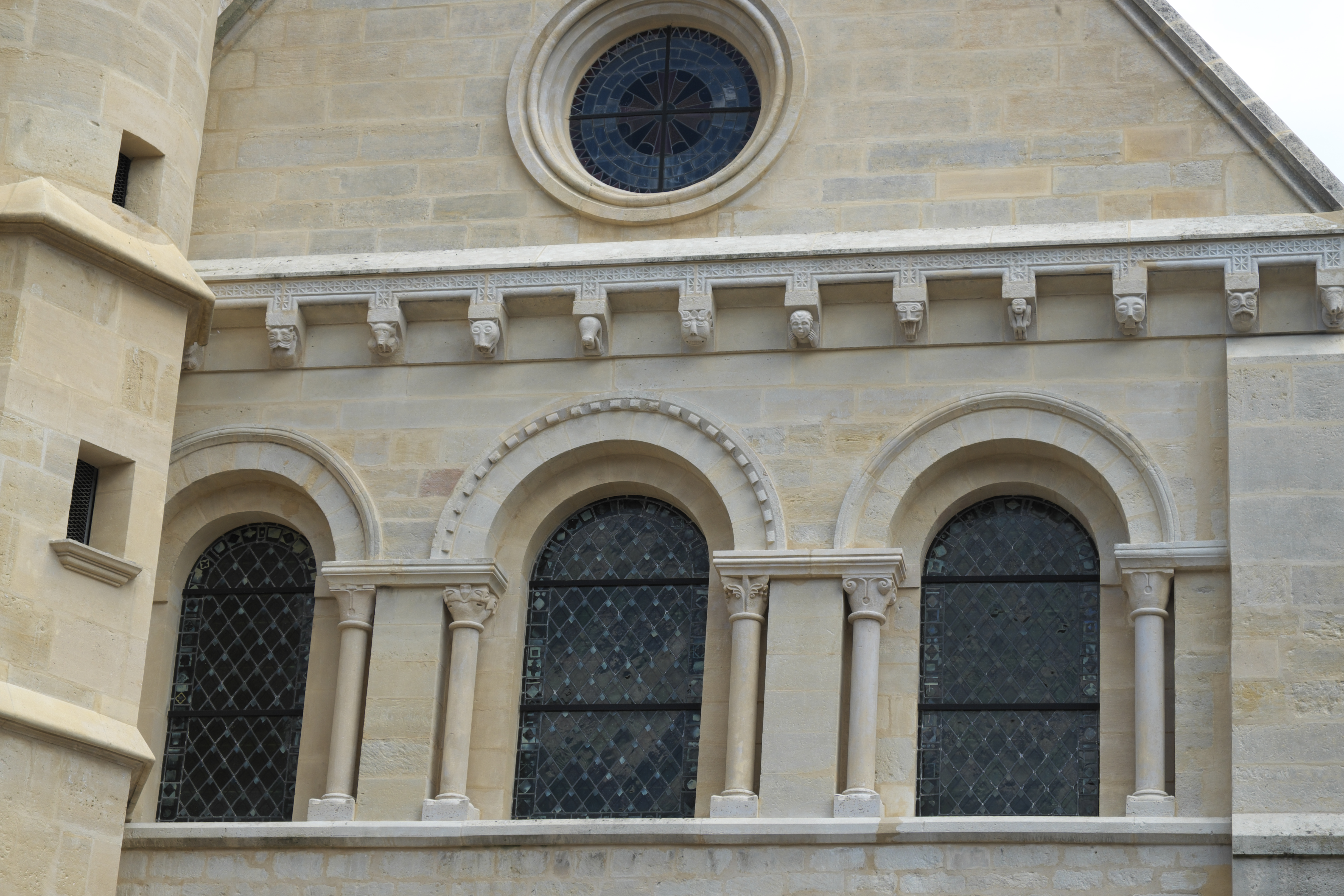
Westfassade
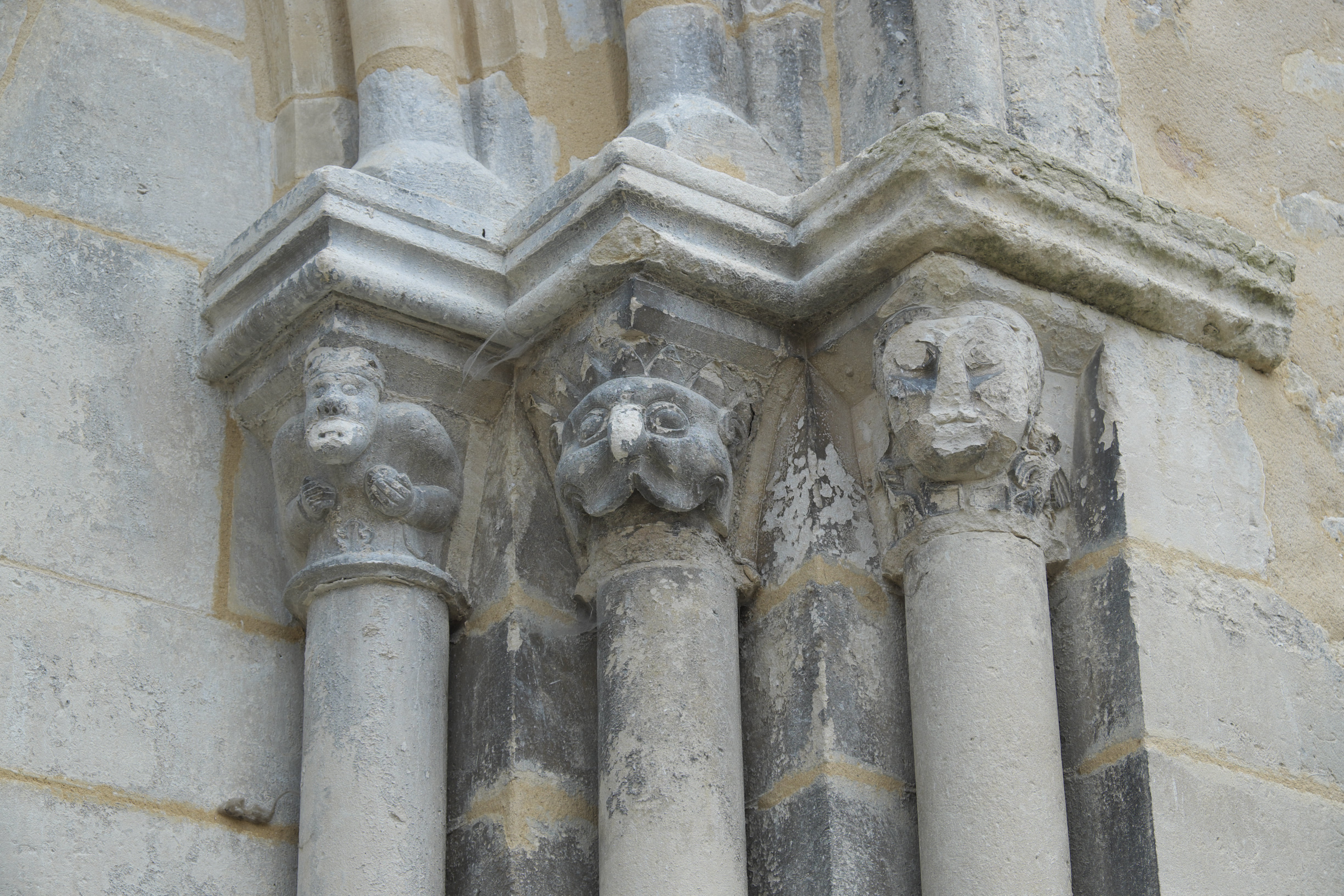
Kapitelle am Nordportal
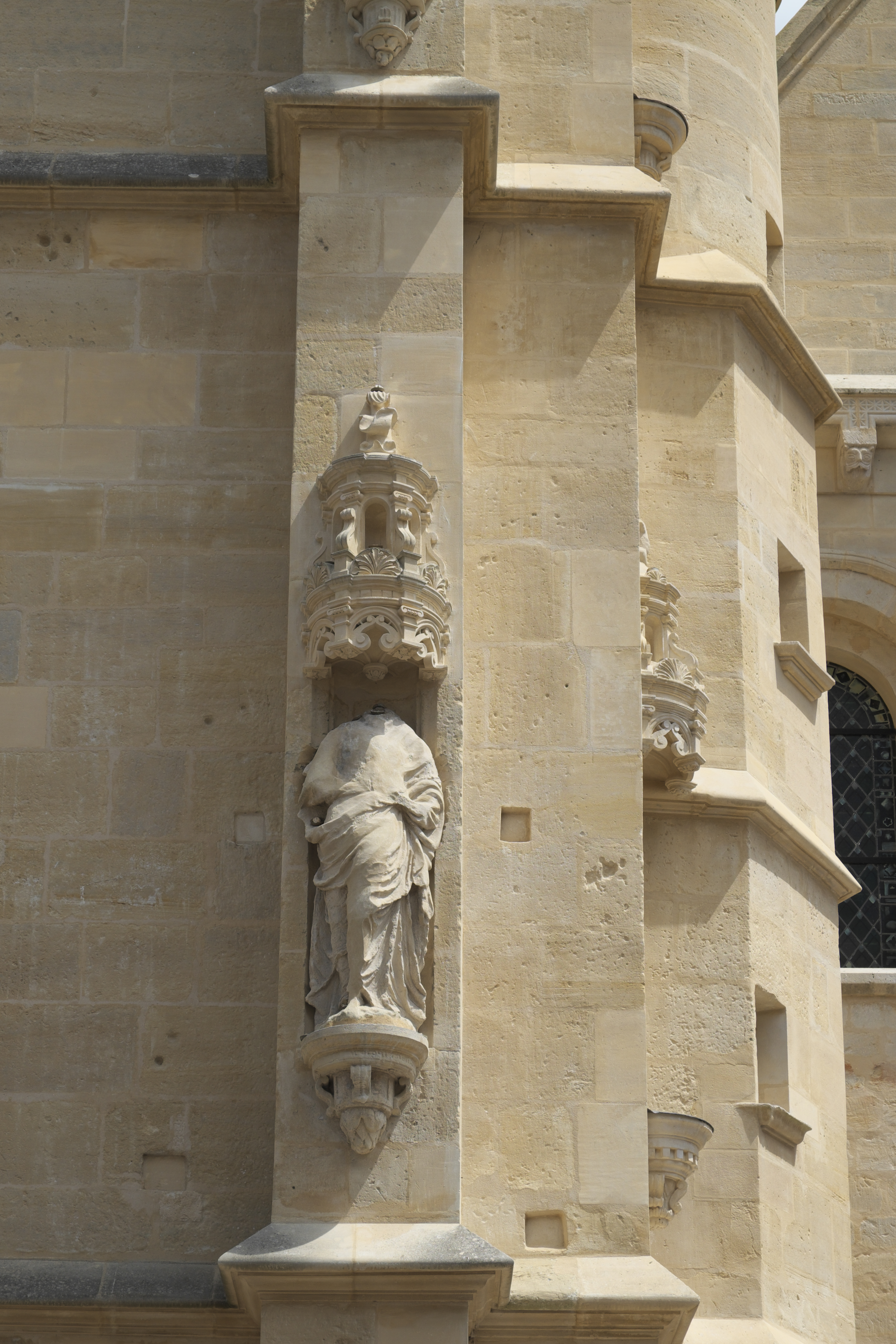
Figurennische am Glockenturm

### Innenraum

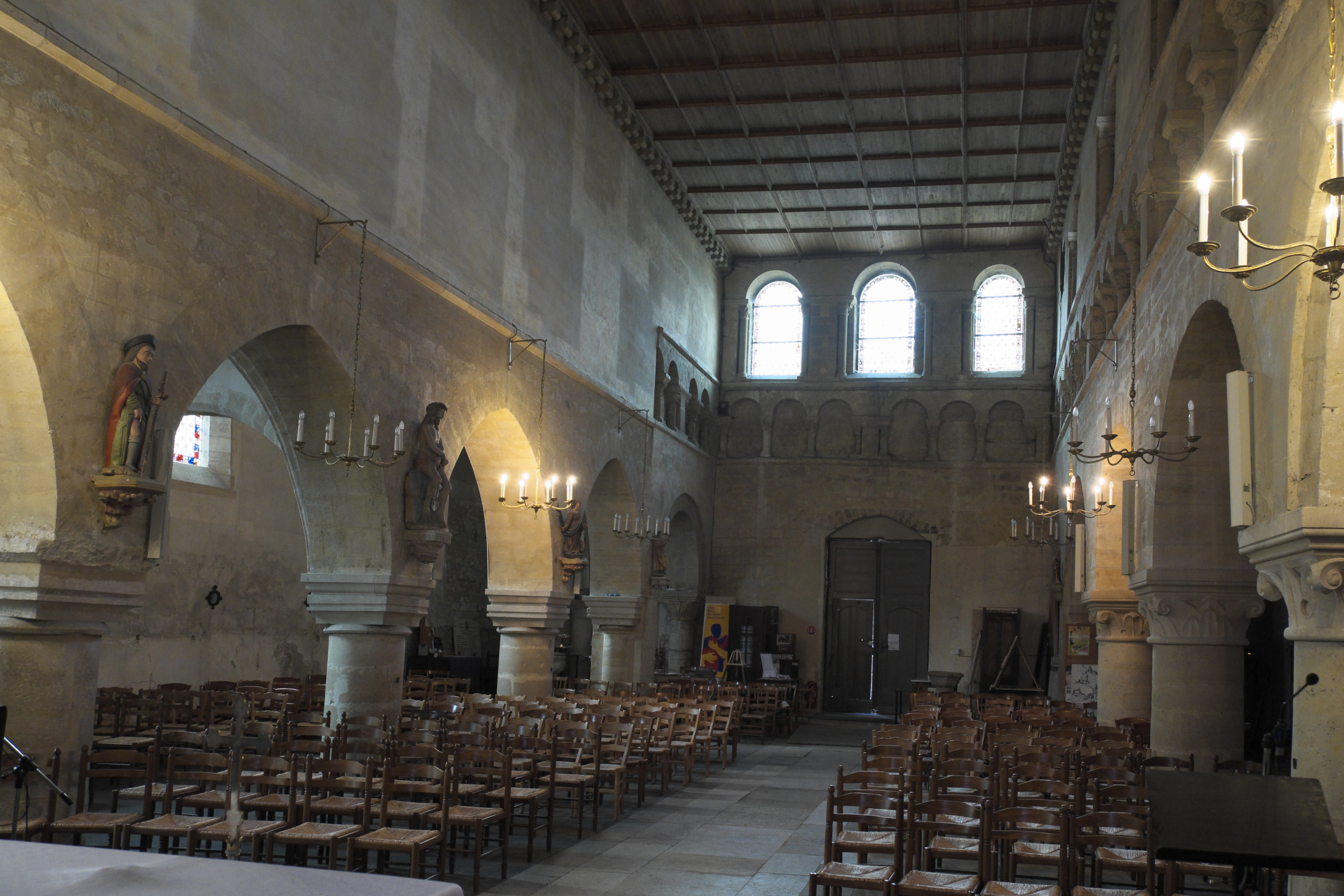
Innenraum

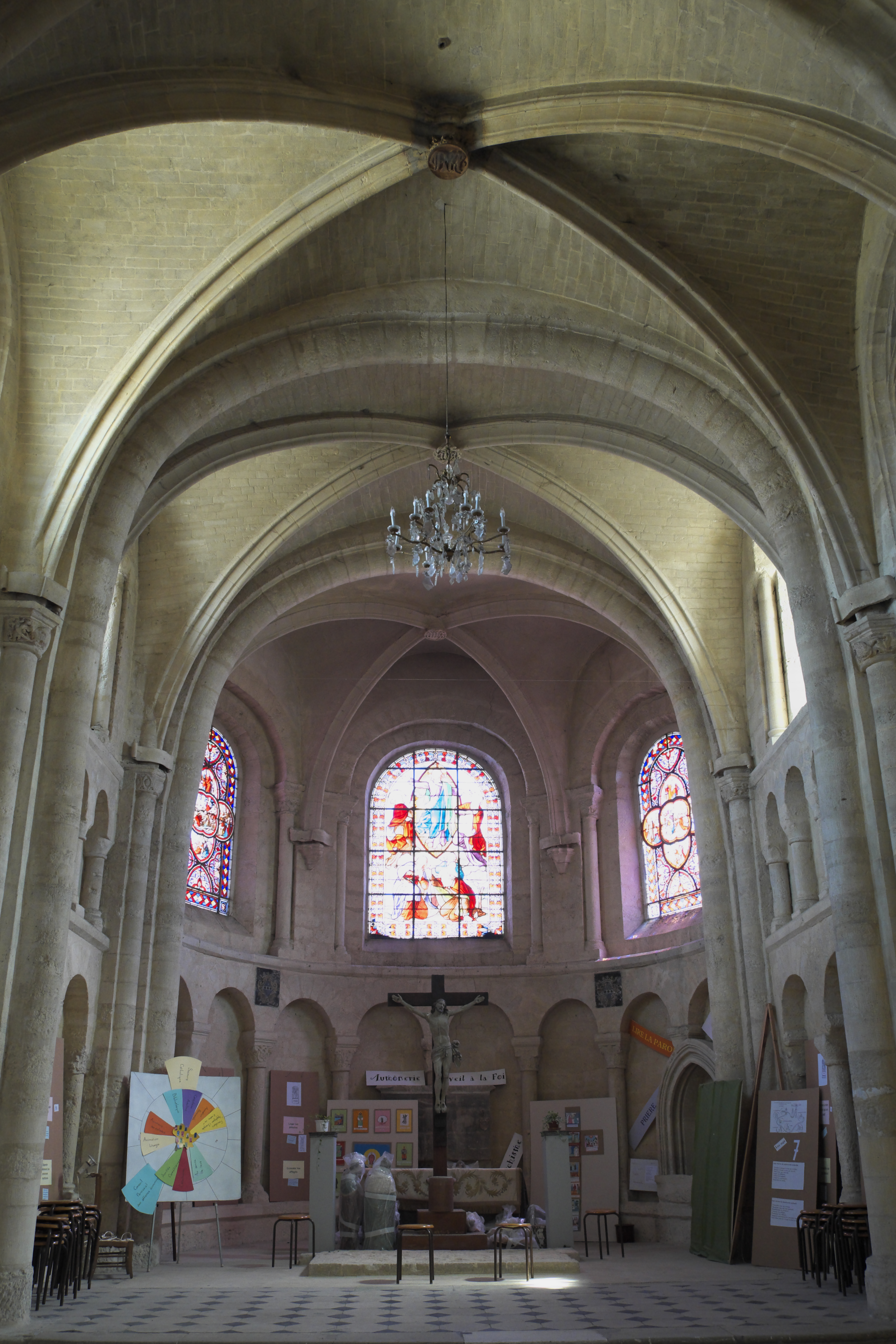
Chor

Das Langhaus ist dreischiffig. Das Mittelschiff wird von einer flachen Holzdecke gedeckt. Die Mittelschiffarkaden liegen auf wuchtigen Säulen, die zum südlichen Seitenschiff hin mit schlichten Kämpfern und zum nördlichen Seitenschiff hin mit Knospenkapitellen versehen sind. An der Nord- und Westwand des Mittelschiffs verläuft ein Blendtriforium, das sich bis in den Chor fortsetzt. An der Südwand des Mittelschiffs ist es nur noch im westlichen Joch vorhanden. Die Nordwand des Mittelschiffs wird über dem Triforium von Obergadenfenstern durchbrochen. Der kreuzrippengewölbte Chor schließt mit einer halbrunden Apsis, die von großen Rundbogenfenstern beleuchtet wird, unter denen Blendarkaden in die Wand eingeschnitten sind. Die Kapitelle des Triforiums sowie der Säulen und Blendarkaden im Chor sind mit Gesichtern, Fratzen und pflanzlichen Motiven verziert.

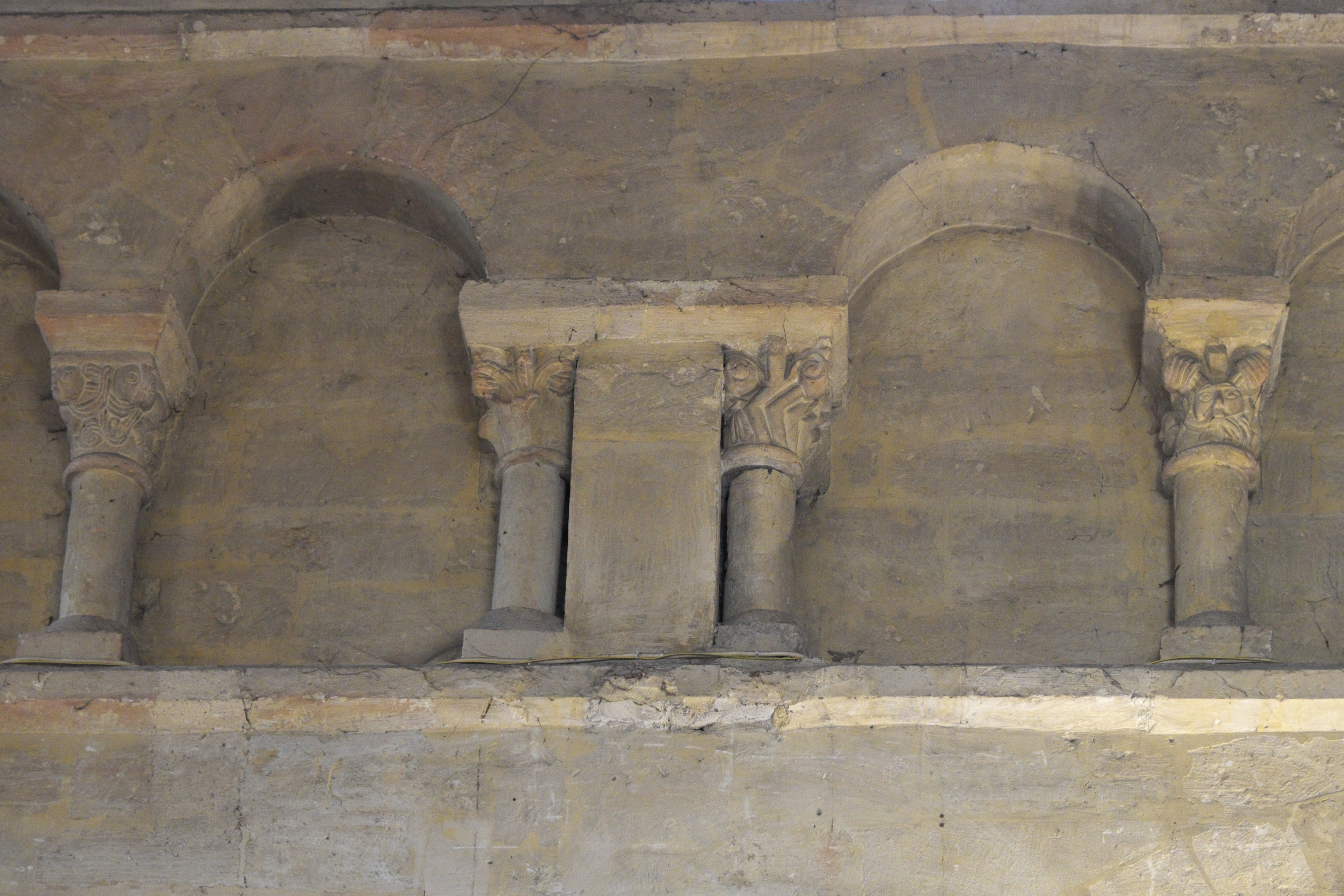
Blendtriforium im Langhaus
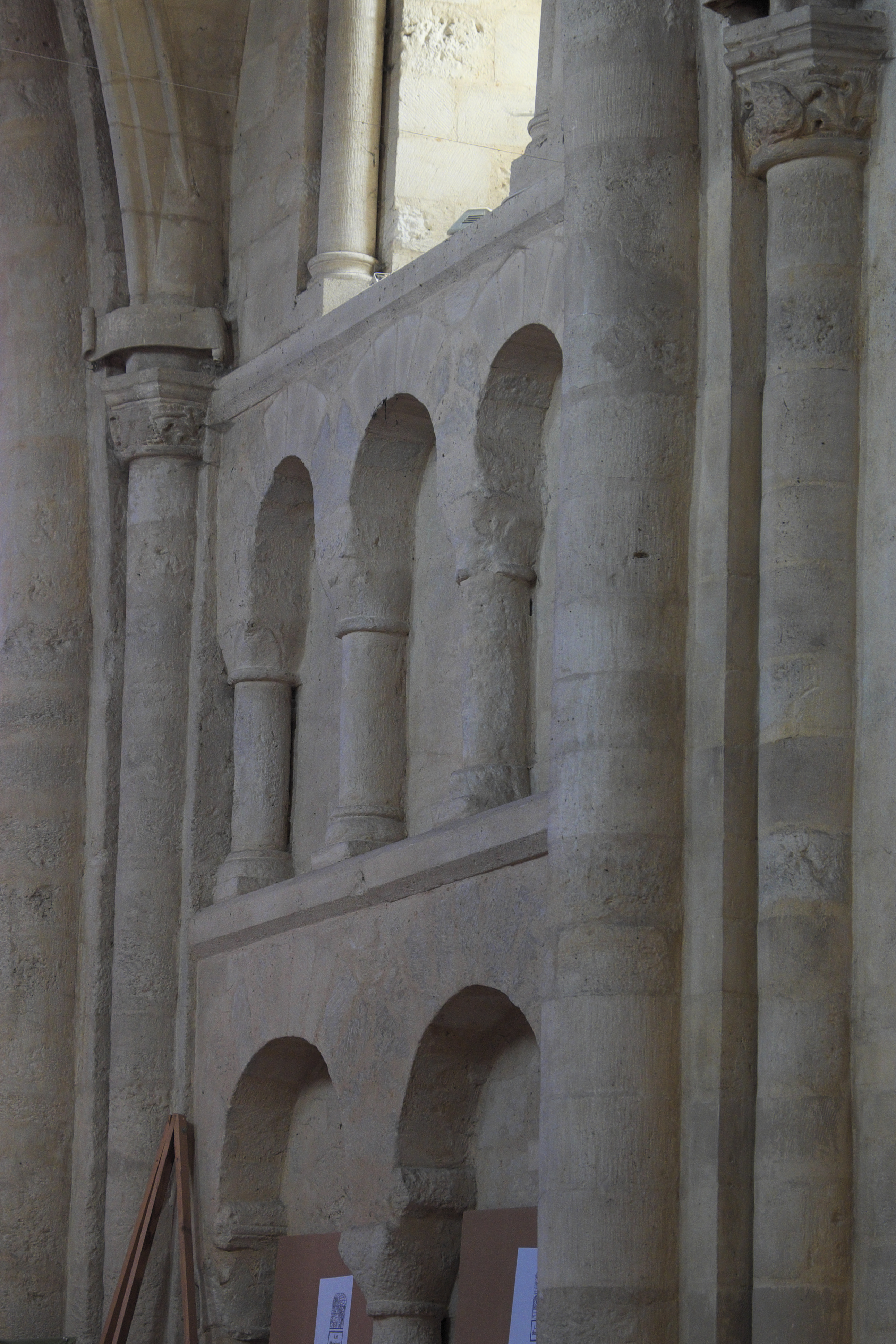
Blendtriforium im Chor
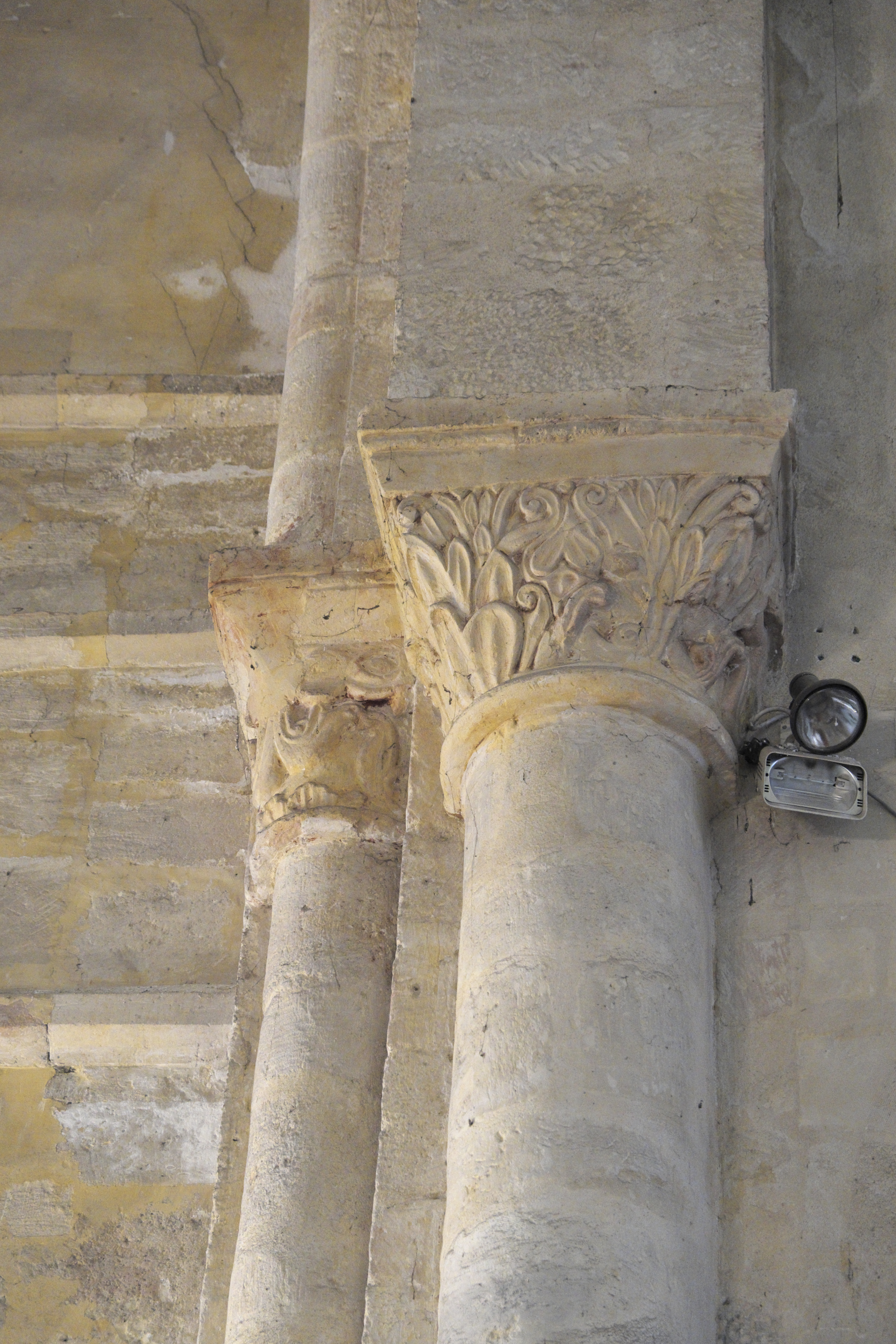
Kapitelle

## Krypta
Die sehr gut erhaltene romanische Krypta gilt als die größte des Départements Yvelines. Sie ist  dreischiffig und mit Kreuzgratgewölben gedeckt, die auf Säulen aufliegen, deren Kapitelle mit Flechtwerk und feinem Dekor verziert sind. Ursprünglich führten zwei Treppen in die Krypta, in der Marienreliquien verehrt wurden. Heute wird die Krypta im Winter für den Gottesdienst genutzt.

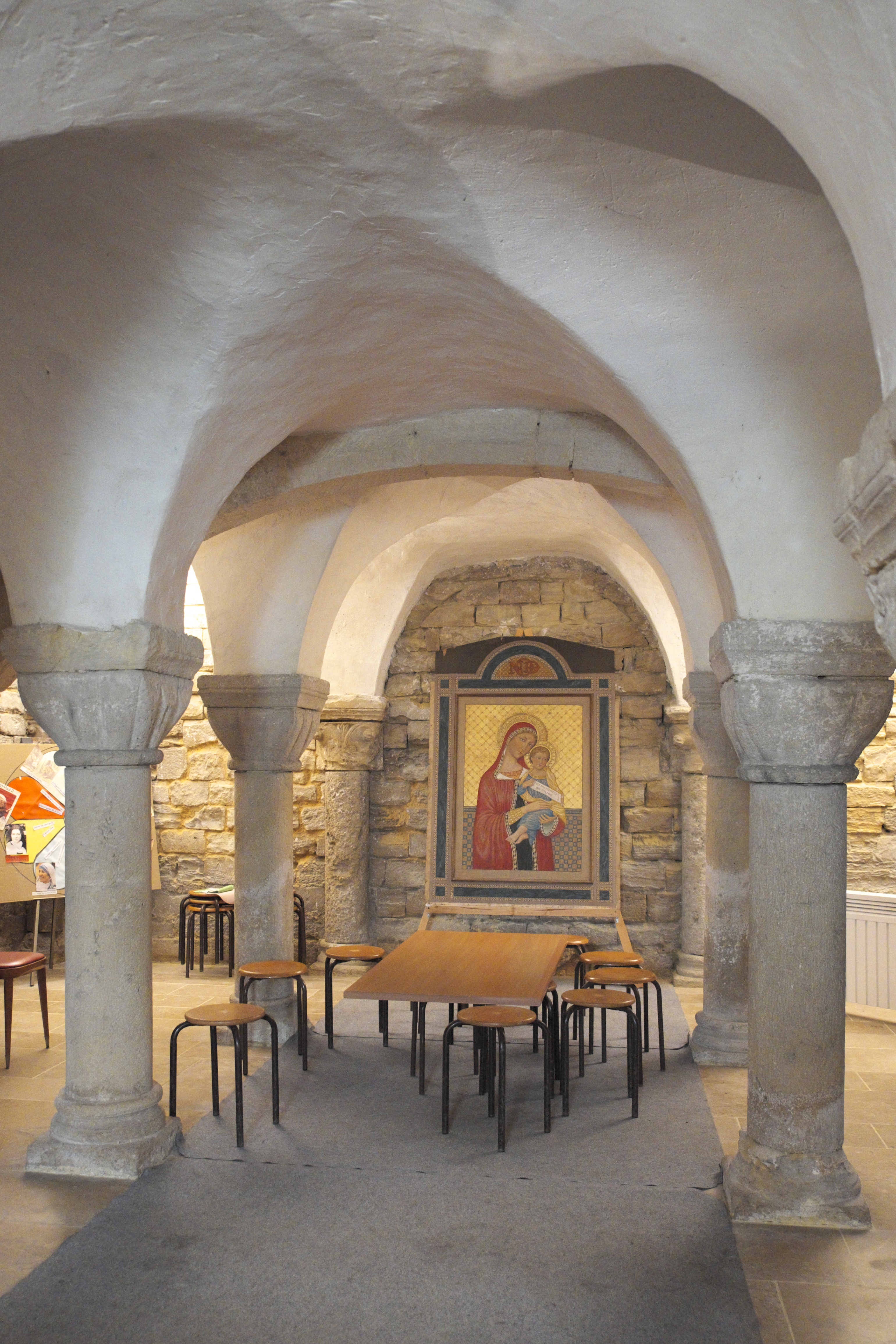
Krypta
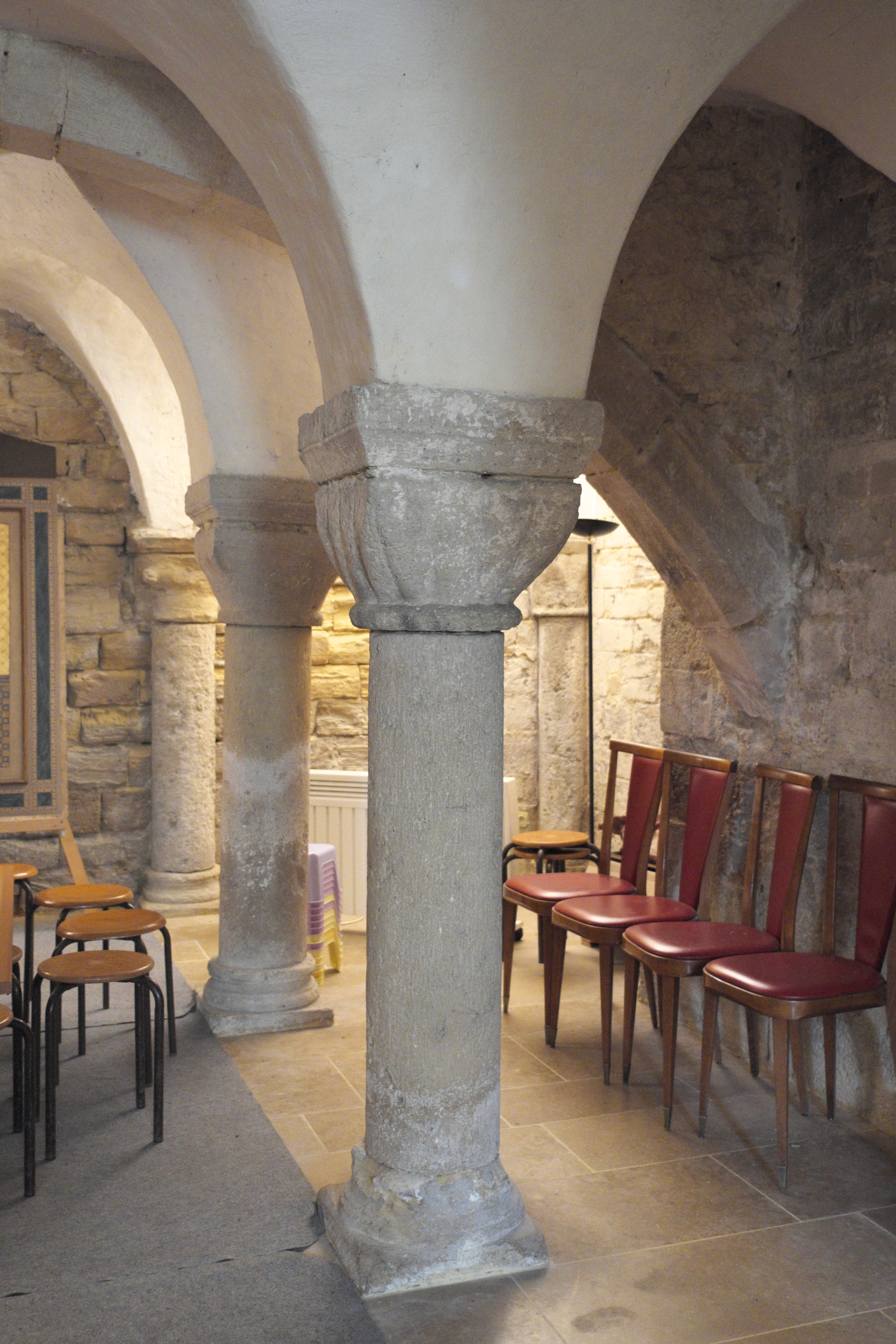
Krypta
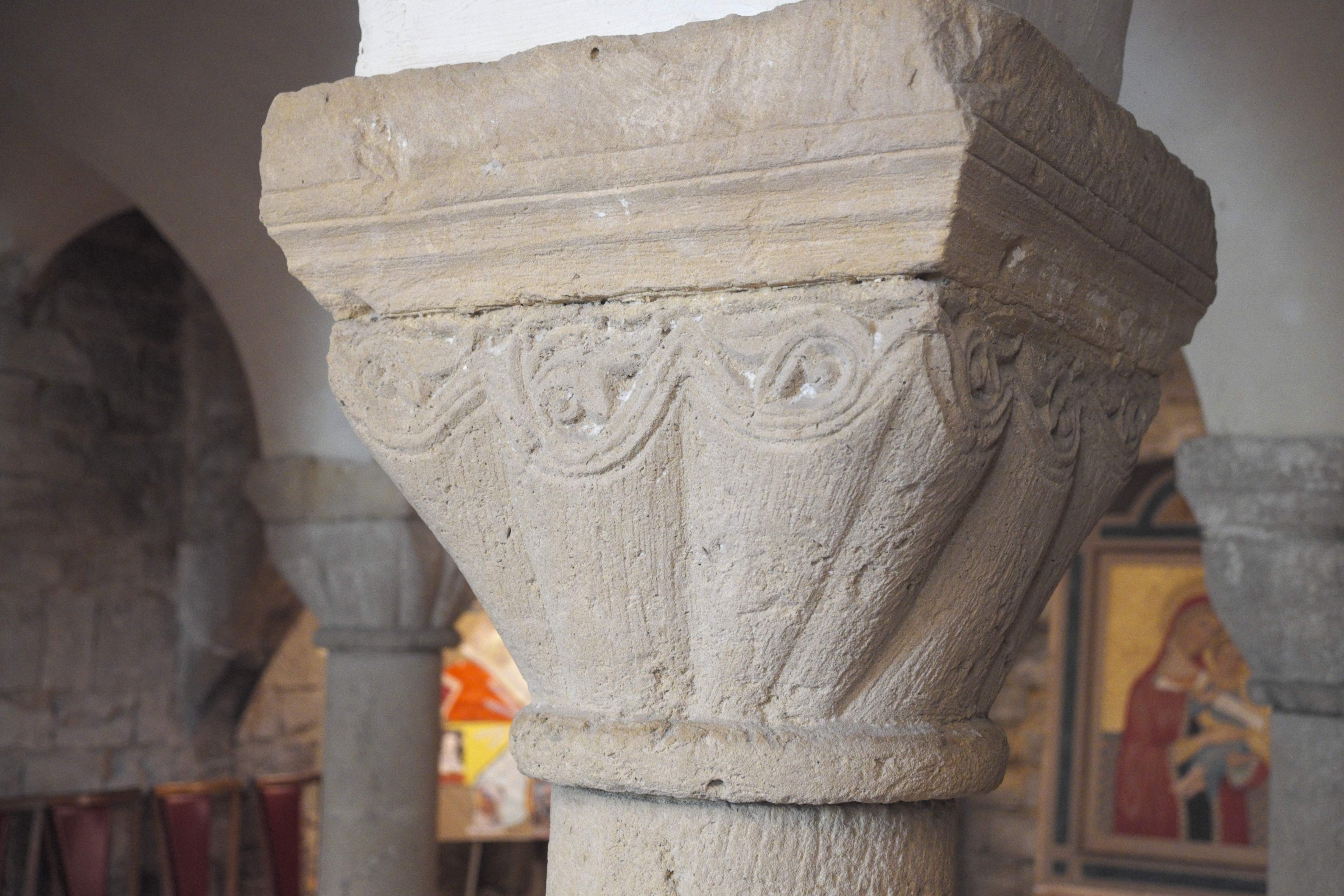
Kapitell